# Атомний поїзд
«Атомний поїзд» (англ. Atomic Train) — американський фільм-катастрофа, бойовик 1999 року. Сюжет розгортається навколо ядерного вибуху, що знищує місто Денвер. Транслювався на каналі NBC як двосерійний телефільм, 16 та 17 травня 1999 року.
Теглайн: «Кінцева зупинка — смертельна».

## Сюжет
Компанія з утилізації сміття має російську ядерну бомбу для транспортування. Щоб заощадити гроші, її приховують на вантажному потязі (знаходиться у відділі під назвою «Вибухонебезпечні речовини»). Поїзд також перевозить й інші небезпечні та горючі хімічні речовини, включаючи металевий натрій, який мимовільно запалюється при контакті з водою.
У транспорті відмовляють гальма, поїзд-втікач бере курс на Денвер. Джон Сігер, слідчий NTSB, висаджується на поїзд та за сприяння залізничників пробує різні способи, щоб зупинити потяг.
Після багатьох невдалих спроб та чим ближче до Денвера, стає зрозуміло, що шансів запобігти катастрофі все менше і менше. Влада вирішує спустити потяг з рейок. Це у них виходить. Але ситуація стає ще небезпечнішою через різні хімікати. Бомба вибухає і руйнує частину міста, проходить потужний електромагнітний імпульс, який позбавляє зв'язку весь Денвер. З часом владі вдається встановити з жителями контакт. У кінці фільму показують, як місто потихеньку відбудовують, життя людей починає налагоджуватися.

## Ролі
- Роб Лоу — Джон Сігер
- Крістін Девіс — Меган Сегер
- Есай Моралес — Маккензі «Мак» Норіс
- Джон Фінн — Воллі Фістер
- Мена Суварі — Грейс Сегер
- Едвард Херман — президент Феллвік

## Критика
На Rotten Tomatoes рейтинг становить 35%. IMDb — 4,6/10.